# A Very Good Young Man
A Very Good Young Man er en amerikansk stumfilm fra 1919 af Donald Crisp.

## Medvirkende
- Bryant Washburn som LeRoy Sylvester
- Helene Chadwick som Ruth Douglas
- Julia Faye som Kitty Douglas
- Sylvia Ashton
- Jane Wolfe som Mandelharper